# Fuerza de paz
Fuerza de paz es una serie de televisión española original de Televisión Española creada por Aurora Guerra. El elenco de la serie está conformado por Silvia Alonso, Martiño Rivas, Félix Gómez, Alain Hernández, Alfonso Bassave, Will Shephard, Carlos Serrano e Iria del Río. La serie fue preestrenada en noviembre de 2021 en el XX Festival Internacional de Cine de Almería y en septiembre de 2022 en el XIV FesTVal de Vitoria.
La ficción fue nominada en la categoría de mejor ficción de televisión a los premios Prix Europa 2022 que otorga el Parlamento Europeo desde 1987 a las mejores producciones europeas de televisión, radio y medios digitales.

## Sinopsis
En la frontera entre Guinea Ecuatorial con Camerún, un lugar perdido en selva africana, la sargento Paula Elgueta (Silvia Alonso), junto a su unidad militar, consigue liberar de la esclavitud a mujeres y niñas que se encontraban secuestradas por un grupo de piratas. La misión es un éxito más para el contingente español en misión de paz desplazado a Guinea Ecuatorial. Esa misma noche, Paula recibe una llamada de Hugo, su prometido, que también forma parte del contingente. Le llama desde la base militar de Bonaki, levantada en el sur del país, donde angustiado, le pide que le escuche, pese a que lo que le va a contar le resulte insoportable. La llamada se corta y a la mañana siguiente recibe la terrible noticia: Hugo se ha suicidado. Paula cree que hay algo raro en su muerte y está decidida a averiguarlo, aunque enfrentarse a la verdad pueda ser insoportable.

## Reparto
- Silvia Alonso como Paula Elgueta
- Martiño Rivas como Ignacio Moreno
- Félix Gómez como Alfredo Cuesta
- Alain Hernández como Román Garrigues
- Alfonso Bassave como Fernando Sánchez
- Will Shephard como Manuel Agudu
- Carlos Serrano como Hugo Reyes
- Iria del Río como Lucía Ortega
- Álex Castillo como Soldado Trujillo
- David Comrie como Dele Ogaba
- Stéphanie Magnin Vella como Cabo Martín
- Daniel Currás como Cabo Carrión
- Rafa Álamos como Soldado Rodríguez
- José Milán como Cabo Salas
- Diarra Diouf como Jeanne
- Toni Engonga como Anu
- Thimbo Samb como Pirata

## Temporadas y episodios
| Temporada | Temporada | Episodios | Estreno                 | Final              | Audiencia media |
| --------- | --------- | --------- | ----------------------- | ------------------ | --------------- |
|           | 1         | 8         | 14 de diciembre de 2022 | 4 de enero de 2023 | 732 000 (7,5%)  |

### Temporada 1 (2022 - 2023)
| N.º | Título                                 | Dirigido por   | Escrito por          | Fecha de estreno        | Audiencia         |
| --- | -------------------------------------- | -------------- | -------------------- | ----------------------- | ----------------- |
| 1   | «El único día fácil fue ayer»          | Mar Olid       | Aurora Guerra        | 14 de diciembre de 2022 | 1 540 000 (10,8%) |
| 2   | «Contingencias»                        | Mar Olid       | Aurora Guerra        | 14 de diciembre de 2022 | 1 066 000 (10,4%) |
| 3   | «Las leyes silenciosas»                | Mar Olid       | Aurora Guerra        | 14 de diciembre de 2022 | 648 000 (10,5%)   |
| 4   | «Tierra roja»                          | Mar Olid       | Juan Vicente Pozuelo | 21 de diciembre de 2022 | 694 000 (5,2%)    |
| 5   | «En el campo de batalla»               | Jorge Saavedra | Aurora Guerra        | 21 de diciembre de 2022 | 669 000 (7,0%)    |
| 6   | «Alma de soldado»                      | Jorge Saavedra | Santiago Díaz        | 21 de diciembre de 2022 | 420 000 (7,5%)    |
| 7   | «El arte de ser vencido»               | Jorge Saavedra | Juan Vicente Pozuelo | 4 de enero de 2023      | 421 000 (3,6%)    |
| 8   | «El cielo no asume que hayamos muerto» | Jorge Saavedra | Aurora Guerra        | 4 de enero de 2023      | 400 000 (5,3%)    |